# Eden: l'Inganno
Eden: l'Inganno è un gioco di ruolo science fantasy in lingua italiana, scritto da Gabriele Baldassarre e Massimo Basso e con regolamento scritto da Mario Raiola. È stato prodotto e pubblicato nel 2010 dal gruppo indipendente 9th Circle Games, dopo due pre-release rispettivamente per le associazioni culturali e per gli addetti ai lavori nel 2006 e nel 2008. Nel 2010 vince il Side Award per la Miglior Meccanica di Gioco al Best of Show di Lucca Comics and Games. Nel 2012 esce il primo modulo avventura ufficiale, Angelica

## Ambientazione
Eden è un mondo artificiale, creato dalle ultime vestigia di una razza aliena e plasmato, tramite la nanotecnologia, ad immagine e somiglianza del pianeta di origine dei suoi creatori. In un tempo lontano, però, gli angeli, razza artificiale creata al solo scopo di servire il progetto, si ribellarono ai propri padroni, portando su Eden la guerra. Al termine della terribile Guerra degli Dèi, i Creatori scomparvero, lasciando incompiuto il grandioso esperimento e abbandonando Eden nelle mani degli Angeli, che, in segreto, continuano a manipolarlo per i propri scopi. Il pianeta si è, quindi, sviluppato verso direzioni impreviste, discostandosi dal modello originario.
I Personaggi Giocanti sono abitanti di Eden, ignari della reale natura del mondo che appare loro come molto simile alla Terra, in un'epoca assimilabile al Medioevo, ma costellata da apparizioni inquietanti e fantastiche. Numerosi sono i rimandi di tipo storico, religioso, filosofico e scientifico alla storia umana, ma, seguendo tali similitudini, i giocatori possono scoprire che il citazionismo dell'ambientazione non è fine a se stesso, ma diviene perno fondante dell'ambientazione intorno al quale ruotano i segreti più indicibili di Eden.
Punti cardine dell'ambientazione, che mescola canoni dark fantasy con fantascienza, filosofia e misticismo, sono riscontrabili nell'assoluto monoteismo di tutte le religioni professate dagli abitanti, portati a vivere in un mondo dogmatico, ingannevole ed oscurantista, alla presenza, almeno apparentemente, di un'unica razza senziente, quella umana, e soprattutto del concetto di Rivelazioni, che rappresentano i tre gradi di consapevolezza della vera natura del mondo e dell'Universo, e di una serie infinita di macchinazioni ed inganni volte al suo controllo. Le Rivelazioni, legandosi strettamente alla mistica ebraica, simboleggiano l'ascesa del personaggio lungo l'Albero della Vita, ovvero l'accrescimento, a caro prezzo, della sua conoscenza sui misteri del Cosmo.

### Le Rivelazioni
- Assiah - La Prima Rivelazione, che vede i Personaggi Giocanti muoversi principalmente nei regni che compongono il Sacro Impero dominato dalla teocrazia della Chiesa della Presenza, tra movimenti ereticali e forze infernali. L'ambientazione, a tale livello, ha forti connotazioni dark-fantasy, con situazioni e contesti storici vicini al medioevo storico europeo, ma intrisa di forti elementi fantastici e soprannaturali. Molte avventure orbiteranno intorno alla Chiesa, che, forte dei suoi Ordini (tra cui l'Inquisizione e quello templare), influenza pesantemente la società. Su tutte le situazioni che vivono i giocatori, però, aleggia l'ombra del dubbio, che li spinge a cercare la verità sugli eventi, inspiegabili, che li coinvolgono.
- Yesirah - La Seconda Rivelazione, in cui i Personaggi Giocanti, una volta conosciuta la natura artificiale del pianeta e la scienza alla sua base, entreranno a far parte delle dinamiche che coinvolgono gli Angeli. Questi ultimi, grazie alla tecnologia e alle capacità in loro possesso, nella Rivelazione precedente erano percepiti come esseri soprannaturali, mentre ora si rivelano creature terrene dall'enorme influenza, in lotta tra loro per il controllo del pianeta. Anche in questo caso i PG possono osteggiare o sposare complesse e subdole dinamiche che coinvolgono i diversi gruppi angelici, oppure concorrere ad obiettivi propri sfruttando il sapere acquisito, che li pone di fatto al disopra degli ignari abitanti di Eden. La Seconda Rivelazione ha forti accenti di fantascienza non di genere.
- Asilut - La Terza Rivelazione, la cui influenza incombe strisciante ed in cui i PG si renderanno conto che la guerra angelica fa parte di una macchinazione più grande e complessa, che coinvolge l'intero Universo. I personaggi, rientrando in queste nuove dinamiche di gioco, si renderanno conto che le vicissitudini e gli scopi delle Rivelazioni precedenti sono del tutto futili. La Terza Rivelazione ha, quindi, forti radici nella fantascienza speculativa e nella metafisica e sconfina, spesso, in campi prettamente mistici come la Cabala e l'esoterismo ermetico, introducendo, nel gioco, una componente inedita di indagine.

## Meccaniche di gioco
L'ambientazione si serve, per le meccaniche di gioco, del sistema proprietario Genesi, in cui ogni azione si concretizza in un tiro di dado percentuale che va confrontato con una delle capacità riportate sulla scheda del personaggio e al quale il Master può attribuire bonus o malus a seconda delle circostanze. 
Il regolamento è fortemente integrato all'interno dell'ambientazione grazie ad una precisa e riconoscibile estetica, riconducibile alla Cabala ebraica. In particolare la struttura della scheda e parte della terminologia di gioco sono liberamente ispirate all'Albero Sefirothico. Esso è, infatti, anche utilizzato come base della scheda dei personaggi e rappresenta, in termini di gioco, il cammino intrapreso dagli stessi per accedere alle Rivelazioni superiori: ad aumenti delle singole caratteristiche, denominate Sefirah e poste agli incroci dei rami dell'Albero, corrisponde l'acquisizione di bonus e abilità speciali, che distinguono i PG dai comuni Edeniti.
In Genesi non esistono classi predeterminate, ma ciascun giocatore può costruire il proprio personaggio distribuendo un certo numero di punti tra le caratteristiche di base, a partire dalle quali si determinano i principali valori del PG, ed alcuni punteggi aggiuntivi, da distribuire tra Abilità e Virtù.
Un elemento fortemente caratterizzante è l'Archetipo, una sorta di parola chiave che indica quale sia il sistema di valori del personaggio e il suo modo di rapportarsi al mondo. Tale elemento di caratterizzazione è strettamente legato alle caratteristiche di gioco, attraverso alcune semplici regole che gestiscono la correlazione tra valori numerici e aspetti interpretativi. Anche in questo caso il manuale fornisce delle linee guida ma consente ai giocatori una forte personalizzazione.
La Volontà è uno degli altri elementi distintivi del regolamento, in quanto consente di riportare nelle dinamiche di gioco alcuni fattori generalmente relegati alla sola sfera narrativa, quali ad esempio la stanchezza e le motivazioni, senza ricorrere a complessi apparati di regole simulative. Essa rappresenta il livello di affaticamento psicofisico del personaggio e si decrementa in seguito a sconfitte o eventi traumatici, per essere recuperata col riposo e tramite successi personali. In termini di gioco, può essere impiegata per ottenere bonus sui test o adoperare i poteri mistici; essa determina, inoltre, la rapidità di reazione del personaggio. I giocatori, pertanto, saranno spinti a tener conto dell'affaticamento dei propri personaggi, creando situazioni più realistiche ed offrendo un maggiore pathos nelle circostanze di forte stress.
Altro elemento caratterizzante del regolamento, con impatto diretto sulla scheda del personaggio, è la caratteristica chiamata Malkuth, che riveste un ruolo particolare, in quanto è un indicatore del livello di comprensione dei segreti di Eden. Malkuth cresce man mano che il personaggio scopre la realtà del mondo in cui agisce e ne comprende i meccanismi, e tale crescita ha diversi riflessi in termini di gioco, quali:
- Sbloccare la possibilità di far crescere le caratteristiche a valori più elevati ed ottenere particolari bonus, come la ripetizione dei test o i successi automatici;
- Aumentare il valore della capacità Dubbio, che consente al giocatore di intuire la natura degli elementi scientifici o fantascientifici che si nascondono dietro i tanti eventi mistici.

Attraverso Malkuth è possibile ottenere il passaggio progressivo da una visione fantasy ad una visione prima fantascientifica e poi metafisica del setting, seguendo, dal lato delle meccaniche di gioco, lo stesso percorso che, in termini di ambientazione, è tracciato dalle Rivelazioni.
In tale ottica, tutte le creature, gli oggetti arcani e i poteri mistici possiedono una doppia descrizione: una mistica o fantastica, per rispecchiare le credenze diffuse su Eden, l'altra materialistica, per descrivere il fondamento fantascientifico che potrà essere compreso dai personaggi che accedono alle Rivelazioni superiori.

## Edizioni
- 2006 Eden: Suggestioni - sketchbook preliminare (b/n e colori, fogli liberi, 16 pag.)
- 2008 Eden: l'Inganno - quick start book (b/n, spillato, 16 pag.)
- 2010 Eden: l'Inganno - manuale base (b/n e colori, brossurato ed ebook, 194 pag.)
- 2010 Eden: l'Inganno - schermo del megisto (colori)
- 2011 Eden: all'ombra degli Antichi Dei - modulo di espansione (b/n e colori, brossurato ed ebook, 98 pag.)
- 2012 Angelica - modulo avventura (b/n e colori, ebook, 30 pag.)